# Skalné

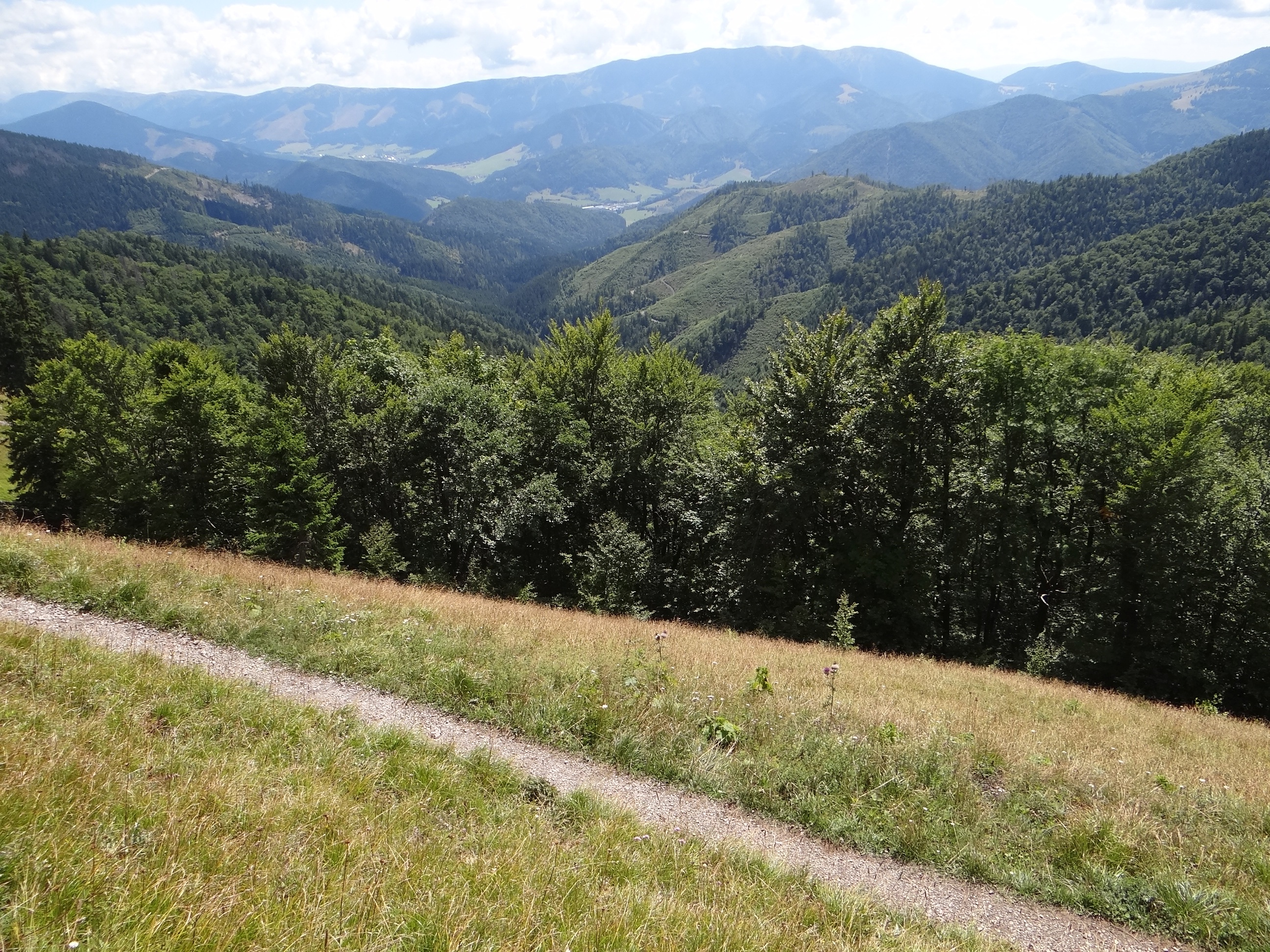
Widok na dolinę Skalné z grzbietu między Skalną Alpą i Tanečnicą

Skalné – dolina w Wielkiej Fatrze na Słowacji. Jest orograficznie lewym odgałęzieniem Doliny Rewuckiej (Revúcka dolina). Ma wylot na wysokości około 680 m niewiele powyżej zabudowań miejscowości Liptovska Osada. Górą podchodzi pod Skalną Alpę (1463 m) w tzw. liptowskiej grani Wielkiej Fatry. Jej orograficznie lewe zbocza tworzy południowy grzbiet Smrekovicy, prawe południowo-wschodni grzbiet Tanečnicy (1462 m). Dnem doliny spływa Skalný potok.
Dolina jest porośnięta lasem i znajduje się w obrębie Parku Narodowego Wielka Fatra. Dnem doliny prowadzi droga i szlak rowerowy ślepo kończący się w górnej części doliny.

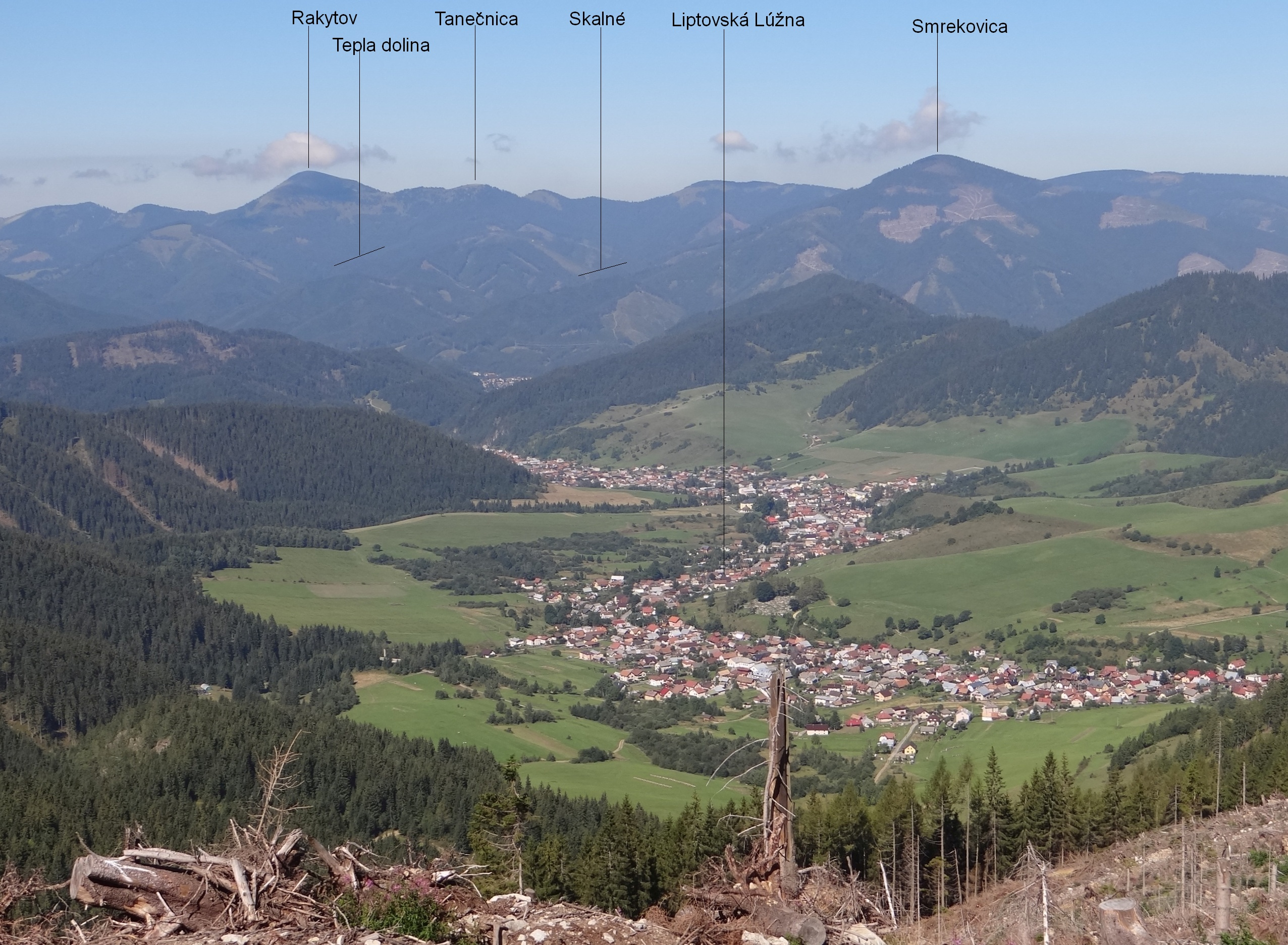
Widok z Niżnych Tatr